# Mark van der Laan (acteur)
Mark van der Laan (Laren, 16 februari 1962) is een Nederlands acteur. Hij speelde in diverse theatervoorstellingen, films en series, waaronder Missie Warmoesstraat, Onderweg naar Morgen en Bon Bini: Bangkok Nights.

## Levensloop
Van der Laan maakte zijn acteerdebuut in de theatervoorstelling Herakles dat geproduceerd werd door de Hogeschool voor de kunsten Arnhem. Hierna speelde Van der Laan mee in meerdere theatervoorstellingen, waaronder The Sound of Music, Mamma Mia! en Je Anne.
Van der Laan maakte in oktober 1995 zijn debuut als televisie-acteur in de VARA-serie 12 steden, 13 ongelukken, diezelfde maand maakte hij tevens zijn entree in de RTL 4-soap Goede tijden, slechte tijden als het personage Jeroen van Draanen. Hierna keerde Van der Laan in 1996 en 1998 terug in de soap, echter beide keren wederom als nieuwe personages. In de jaren die volgde speelde Van der Laan mee in meerdere televisie series, waaronder Baantjer en Toen was geluk heel gewoon en Flikken Maastricht.
In oktober 1999 maakte Van der Laan zijn debuut op het grote scherm, in de bioscoopfilm De rode zwaan. Hierna vertolkte hij verschillende bijrollen in andere films, waaronder De stilte van het naderen, Pietje Bell en Afblijven.

## Theater
- 1989-1990: Herakles
- 1989-1990: Richard II
- 1990-1991: Het vertrek van de hongerkunstenaar
- 1991-1992: Thebe!
- 1991-1991: Philoktetes
- 1992-1993: D'r moet iets met apen in
- 1992-1993: Lieve Jeléna Sergéjevna
- 1993-1994: Roos is een roos is een roos
- 1993-1994: Pyrrho reist naar Athene
- 1994-1995: Ilias
- 1994-1995: Jeltsin Rex
- 1995-1996: Voorjaar
- 1996-1997: De vaderlozen (Platonov)
- 1996-1997: Roof
- 1998-1999: SSSSH
- 1999-2000: Wat is er aan de hand met Daniela Duñoz?
- 1999-2000: Medea
- 2000-2001: Nijntje, de musical
- 2002-2003: The Sound of Music
- 2003-2004, 2009-2010: Mamma Mia!
- 2006-2007: Jan Klaassen en Katrijn of Hoe een houten huwelijk kraken kan
- 2010-2011: Je Anne
- 2012-2013: Ik ben een held

## Filmografie

### Film
- 1997: Arends, als meneer Keldermans
- 1999: De rode zwaan, als patrouille-commandant
- 2000: De stilte van het naderen, als Stan Westerbeek
- 2002: Pietje Bell, als agent
- 2005: Buutvrij, als vader
- 2006: Afblijven, als leraar aardrijkskunde
- 2015: Wilde Haren, als Herman
- 2015: Klootzakken, als reisbureau manager
- 2023: Bon Bini: Bangkok Nights, als bankman

### Televisie
- 1995: 12 steden, 13 ongelukken
- 1995: Goede tijden, slechte tijden, als Jeroen van Draanen
- 1995: Voor hete vuren, als gids Maarten
- 1996: In naam der koningin, als Sloet jr.
- 1996: Goede tijden, slechte tijden, als Kees
- 1997: Unit 13, als Schalkwijk
- 1997: 12 steden, 13 ongelukken, als Chris
- 1998: Goede tijden, slechte tijden, als Joop Zwartjes
- 1998: Oppassen!!!, als Ben
- 1998: De club, als Guus
- 1999: Ben zo terug, als agent
- 1999: Baantjer, als Hans Verhaar
- 2000: De Geheime Dienst, als Herman Fiege
- 2001: Toen was geluk heel gewoon, als Rob Stolk
- 2001: Spangen
- 2004: Ernstige Delicten, als beveiligingsbeambte
- 2004: Grijpstra & De Gier, als Dijkelman
- 2004: Missie Warmoesstraat, als Peter Hermans
- 2005: Enneagram, als notaris
- 2007: Van Speijk, als dokter
- 2007: De co-assistent, als man met neuscorrectie
- 2008: Onderweg naar Morgen, als Rob Bartels
- 2009: Zeg 'ns Aaa, als Fred
- 2012: Lijn 32, als politicus Beeke
- 2012: Flikken Maastricht, als Peter Out
- 2014: Moordvrouw, als ober
- 2014: Rechercheur Ria, als ambtenaar
- 2015: Jeuk
- 2017: Toon, als bloemist
- 2017: Centraal Medisch Centrum, als vriend Menno
- 2018: Nieuwe buren, als trouwambtenaar
- 2018: Flikken Maastricht, als deurwaarder Willems
- 2020: Dit zijn wij, als bewoner oude flat Frank